# Francesc Colomer
Francesc Colomer Estruch (Vich, 8 giugno 1997) è un attore spagnolo.

## Biografia
Francesc Colomer è nato a Vich, Barcelona, Spagna, l'8 giugno 1997. Ha esordito come attore nel 2010 nel film drammatico Pa negre, per il quale ha vinto un Premio Goya per il miglior attore rivelazione. Ha poi recitato in diversi cortometraggi e nei film La vita è facile ad occhi chiusi (2013), La vampira de Barcelona (2020) e Los visitados (2020). In televisione, nel 2014 ha recitato nella serie televisiva 39+1.

## Filmografia

### Cinema
- Pa negre, regia di Agustí Villaronga (2010)
- Barcelona nit d'estiu, regia di Dani de la Orden (2013)
- La vita è facile ad occhi chiusi (Vivir es fácil con los ojos cerrados), regia di David Trueba (2013)
- ONA, regia di Vanessa Batista - cortometraggio (2017)
- Jóvenes sin Libertad, regia di Fabrizio Santana - cortometraggio (2017)
- Paraíso azul, regia di Daniel de Vicente - cortometraggio (2018)
- Comprender(nos), regia di Jorge Dolz - cortometraggio (2018)
- Bedspread, regia di Ángel Villaverde - cortometraggio (2019)
- La vampira de Barcelona, regia di Lluís Danés (2020)
- Los visitados, regia di Carles Jofre (2020)
- Ya no te veo, regia di Carles Gómez - cortometraggio (2021)
- Beach House, regia di Hèctor Hernández Vicens (2022)

### Televisione
- 39+1 – serie TV, 12 episodi (2014)
- Imberbe – serie TV, 1 episodio (2014)
- Com si fos ahir – serie TV, 3 episodi (2019)

## Riconoscimenti
- 2011 – Premio Gaudí[2][3]
  - Nomination Miglior attore protagonista per Pa negre
- 2011 – Premio Goya[1]
  - Miglior attore rivelazione per Pa negre